# Neptis messogis
Neptis messogis är en fjärilsart som beskrevs av Hans Fruhstorfer 1908. Neptis messogis ingår i släktet Neptis och familjen praktfjärilar. Inga underarter finns listade i Catalogue of Life.